# Vera Atkins
Vera Atkins, właśc. Vera Rosenberg (ur. 16 czerwca 1908 w Gałaczu, zm. 24 czerwca 2000) – brytyjska agentka służb specjalnych pochodzenia rumuńsko-żydowskiego.

## Życiorys
Urodziła się 16 czerwca 1908 r. w Gałaczu w Rumunii, w rodzinie biznesmena pochodzenia żydowskiego, Maxa Rosenberga, jako jedyna córka. Jej ojciec m.in. doradzał królowi Rumunii Karolowi II, a także prowadził w Londynie rzeczną firmę transportową operującą na Dunaju oraz stocznię w Gałaczu. Potajemnie zaś przerzucał członków ruchu syjonistycznego przez Rumunię do Palestyny. Jej wychowaniem zajmowała się matka Hilda Atkins, brytyjska Żydówka. W dzieciństwie wraz z rodziną przeniosła się do tego kraju, gdzie spędziła większość swojej młodości. Już w wieku 15 lat po raz pierwszy pomagała ojcu w akcji przeprowadzania przez granicę grupy działaczy ruchu żydowskiego.
Władała biegle językiem francuskim, studiowała w Paryżu filologię na Sorbonie. Karierę szpiegowską rozpoczęła pod okiem Williama Stephensona. Po bankructwie i śmierci ojca w 1932 r. zmuszona była wrócić do Rumunii. Otrzymała zadanie zbliżenia się do niemieckiego ambasadora w Rumunii, hrabiego Friedricha Wernera von der Schulenburga, by pozyskać informacje na temat rosnących wpływów nazistów w Rumunii. Wraz ze zwrotem Rumunii w stronę Niemiec i antysemityzmu, wyjechała do Wielkiej Brytanii i została sekretarką w firmie Stephensona, który zaczął wysyłać ją do Niemiec, gdzie miała zbierać informacje wywiadowcze. To wówczas zaczęła korzystać z nazwiska panieńskiego matki, które nie zwracało uwagi tak, jak żydowskie nazwisko ojca.
Latem 1939 r. pojechała do Polski, żeby zorientować się w postępach w rozkodowywaniu przez polskich matematyków Enigmy. Nawiązała wówczas kontakt z agentką brytyjskiego wywiadu Krystyną Skarbek. Wiosną 1940 r. pojechała do Belgii, by spotkać się tam z oficerem Abwehry Hansem Filliem, który w zamian za łapówkę miał przekazać jej paszport, dzięki któremu jej kuzyn Fritz Rosenberg mógłby wyjechać z Rumunii. Gdy 10 maja 1940 r. III Rzesza najechała Holandię i Belgię, Atkins utknęła w okupowanym kraju, ale nawiązała kontakt z ruchem oporu, którego partyzanci pomogli jej wrócić do Wielkiej Brytanii.
W lutym 1941 r. została zwerbowana przez Special Operations Executive – początkowo dołączyła jako sekretarka płk. Maurice'a Buckmastera, który kierował sekcją francusko-belgijską, ale dzięki swoim umiejętnościom organizacyjnym i językowym szybko została mianowana oficerem łącznikowym, odpowiedzialnym za zarządzanie siecią agentów zrzuconych za linie wroga i osobiście kontrolowała przebieg szkoleń agentów. Była m.in. odpowiedzialna za rekrutację i szkolenie agentek, które często były zrzucane do okupowanej Europy. Jedną z jej najsłynniejszych rekrutek była Noor Inayat Khan. Łącznie odpowiadała za przerzucenie na tereny okupowane ok. 1,8 tys. szpiegów oraz 10 tys. ton wyposażenia.
W lutym 1944 r. otrzymała brytyjskie obywatelstwo. Po wojnie była zaangażowana w próby prześledzenia losów wielu agentów SOE, którzy zostali schwytani lub zabici. Udało jej się ustalić losy 117 ze 118 zaginionych agentów. Dzięki jej staraniom w obozach koncentracyjnych w Dachau, Ravensbrück i Natzweiler-Struthof umieszczono tabliczki upamiętniające jej agentki. W 1948 r. otrzymała francuski Krzyż Wojenny, a w 1995 r. Legię Honorową. Wielka Brytania w 1997 r. nadała jej Order Imperium Brytyjskiego III klasy. Zmarła 24 czerwca 2000 r.
Jak twierdził Ian Fleming, była jednym z pierwowzorów panny Moneypenny z serii książek o Jamesie Bondzie.